# Commodificatie
Commodificatie (tot-waar-making, van het Engels commodity, verhandelbaar goed) is het proces waarbij steeds meer aspecten van het menselijk handelen en de resultaten daarvan worden uitgedrukt in een geldwaarde in plaats van de intrinsieke of inherente waarde. Het begrip werd geïntroduceerd door Karl Marx.
Het betreft onder meer goederen die eerder vrije goederen waren of voor eigen consumptie werden geproduceerd. Ook menselijke arbeid is vooral sinds de industriële revolutie verhandelbaar geworden op de arbeidsmarkt. Kennis en informatie – inclusief persoonsgegevens – worden in toenemende mate verhandelbaar gemaakt.
Door commodificatie verkrijgen menselijke handelingen een economische waarde. Doordat goederen, diensten en denkbeelden een commodity of koopwaar worden, krijgen menselijke relaties een steeds zakelijker karakter, wat zijn weerslag heeft op de samenleving. Een toenemende commodificatie zou sociale ongelijkheid in de hand werken. Waar Marx nog dacht dat hieraan een einde zou komen met de klassenstrijd en de resulterende klasseloze samenleving, voorzag Simmel dat het een blijvend onderdeel zou zijn van de moderne samenleving met vervreemding, of wat hij noemde de overheersing van de 'objectieve cultuur', tot gevolg.
Het begrip speelt een belangrijke rol in zowel de conflictsociologie als bij de Frankfurter Schule. Bij de laatste ligt de nadruk vooral op het effect op cultuur en ideologie, uitgewerkt door onder meer Jürgen Habermas.